# دائرة مغناطيسية

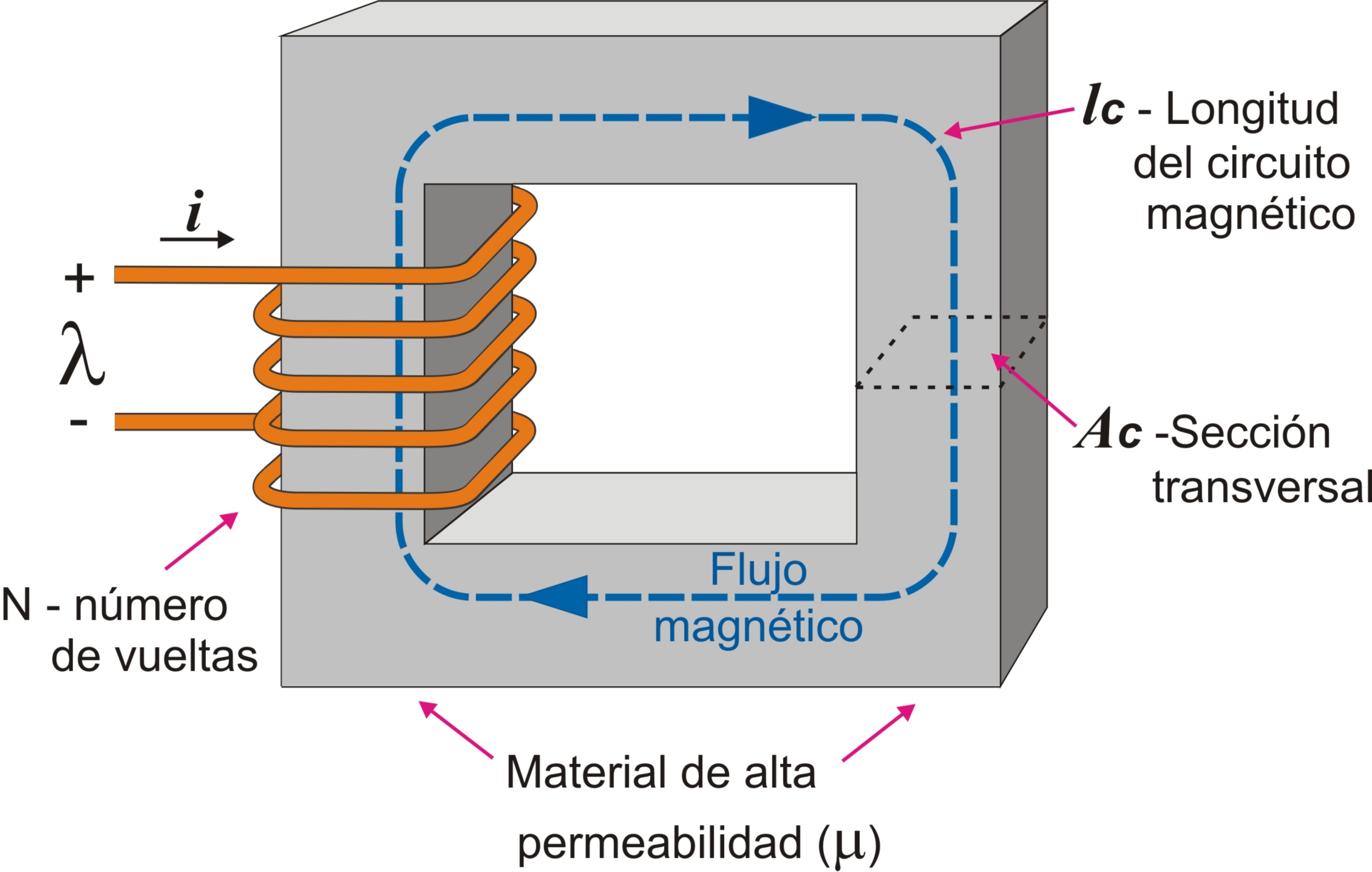

الدارة المغناطيسية تعتبر غالباً مكافئة للدارة الكهربية، وهي عبارة عن مسار مغلق يجري فيه فيض مغناطيسي، ويحتوي مصدر قوة محركة مغناطيسية وممانعة تعاكس حركة الفيض، بالتالي وجود قوة محركة مغناطيسية ينتج تدفق مغناطيسي كما أن القوة المحركة الكهربية تنتج تيار كهربي وممانعة الدارة المغناطيسية مكافئة لمقاومة الدارة الكهربية بينما تكافئ النفاذية الموصلية، وتتكون الدارة عادة من قلب مغناطيسي بطول متوسطه L ومساحة مقطع عرضي A.
يجدر بالذكر أنه كما ثبت في قوانين ماكسويل فإنه لا وجود للشحنة المغناطيسية وأن الذي يقطع الدارة المغناطيسية هي الفيض المغناطيسي والتي تمثل خطوط المجال المغناطيسي التي تقطع مساحة ما، وكذلك يجب التأكيد أن القوة المحركة المغناطيسية وعلى عكس ما يوحي الاسم فهي ليست قوة ميكانيكية.

## قوانين الدوار المغناطيسية
تعطى العلاقة الرياضية بين عدد خطوط المجال المغناطيسي، التي تجري في الدارة وبين القوة المحركة المغناطيسية حسب قانون أمبير الماكفئ لقانون أوم :
{\displaystyle \Phi ={\frac {F}{R}}}
حيث :
{\displaystyle \Phi } هي التدفق المغناطيسي ووحدته ويبر
F هي القوة المحركة المغناطيسية وحدتها أمبير-لفة
R هي الممانعة المغناطيسية ووحدتها أمبير-لفة لكل ويبر وتعطى الممانعة بدلالة مواصفات القلب الحديدي المذكورة أعلاه كالتالي
{\displaystyle R_{m}={\frac {l}{\mu A}}}
حيث {\displaystyle \mu } هي نفاذية مادة القلب الحديدي (القلب المغناطيسي)
و حسب قانون أمبير الذي يكافئ قانون كيرشوف للجهد يمكن استنتاج أن المجموع الجبري للفيوض المغناطيسية في مسار مغلق من الدائرة يساوي صفر.